# 玫瑰方孔藤壶
玫瑰方孔藤壶，俗称玫瑰藤壶（Rose Barnacle），是方孔藤壶属的一种藤壶，分布于澳大利亚、南非和印度尼西亚等地，栖息于暴露的、受浪冲击的岩石和潮间带区域。它们主要以浮游动物为食，仅在强水流中伸展蔓足。壳体直径通常约2厘米（0.79英寸），由四片板组成，随年龄增长而变为粉红色，因此得名。

## 形态

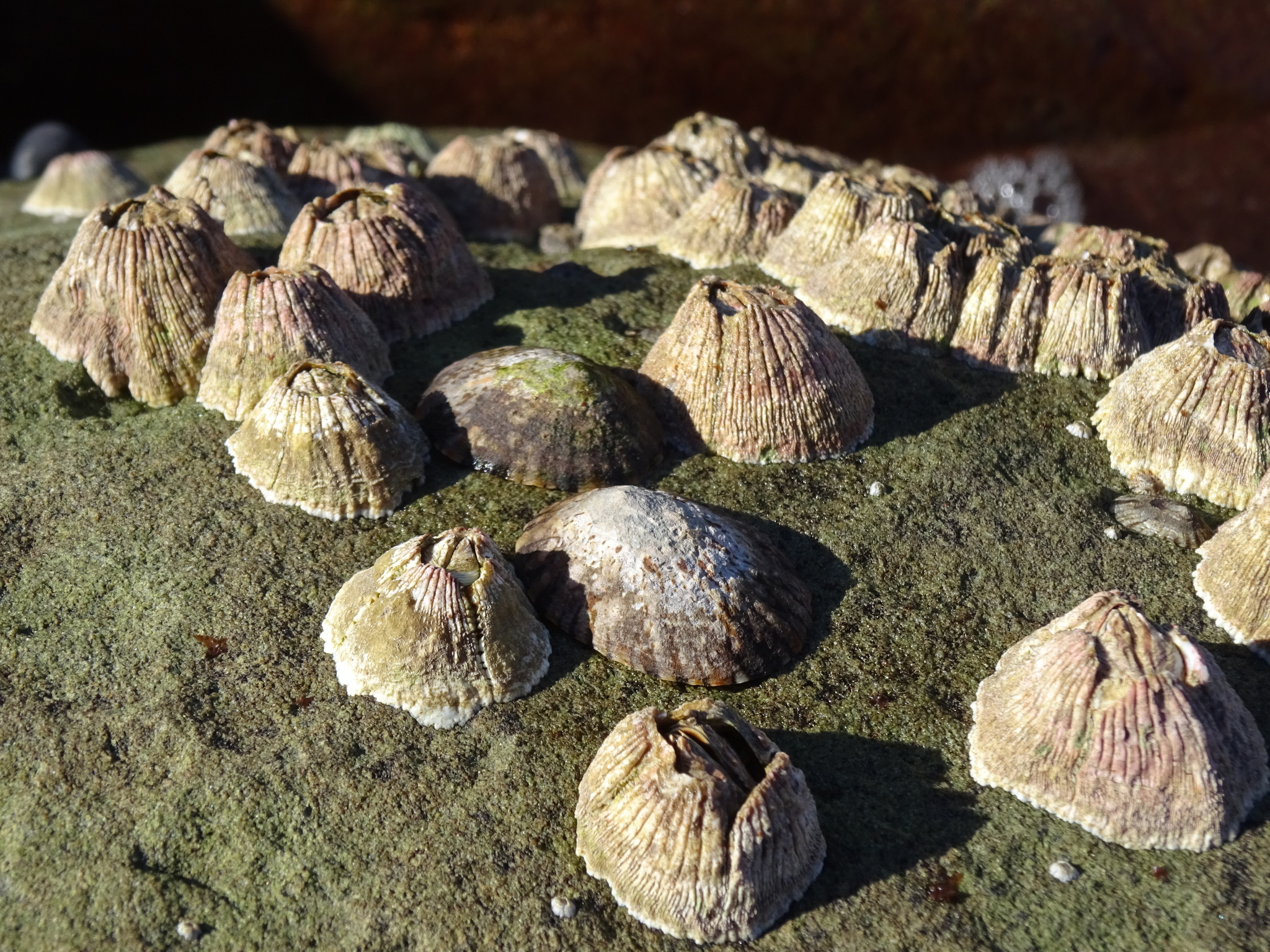
玫瑰藤壶群体

玫瑰藤壶具有陡峭的圆锥形壳体，外壁由四片板构成。钙质壳基直径通常约1.9厘米（0.75英寸），最大可超过2.5厘米（0.98英寸）；藤壶高度通常为1.3厘米（0.51英寸）（p. 366）。位于板中央的三角形被称为壁板（parietes），每片壁板具有单列大型方形孔道（p. 353 & 366）。幼体壳体呈浅灰色，随年龄增长逐渐变粉，壳体表面覆盖紫色条纹。
壳体顶部的开口称为壳口，可通过由背板（tergum）和盾板（scutum）组成的厣关闭，两者之间以线性开口分隔；该结构起到类似盖子的作用。（p. 352–3）玫瑰藤壶的壳口通常为五边形，但常因侵蚀呈现四边形或三角形。厣板表面可见明显脊沟结构，壳口宽度范围为2.3至7.8毫米（0.091至0.307英寸）。

## 栖息地与分布
玫瑰藤壶栖息于潮上带至58米水深处的暴露岩岸，附着于岩石和贝壳表面，能耐受强浪活动。具体分布：
澳大利亚：常见于悉尼港，东海岸的新南威尔士州和昆士兰州（南纬19°-38°之间）种群丰富，豪勋爵岛和较偏远的克马德克群岛亦有分布。（p. 366） 也出现于西海岸的弗里曼特尔地区和奧班尼周边，可能通过压舱水引入。:665
南非：模式产地阿尔戈亚湾（该物种最早在此被描述）。
印度尼西亚：见于安汶岛和萨帕鲁阿岛。

## 食性
玫瑰藤壶以浮游动物为主食，同时也捕食桡足类等小型甲壳动物，以及藤壶无节幼体、硅藻和藻类。（p. 649）其仅在遇强水流时伸展蔓足摄食，因此无法在静水区生存。